# Southcote (Bedfordshire)
Southcote – osada w Anglii, w hrabstwie ceremonialnym Bedfordshire, w dystrykcie (unitary authority) Central Bedfordshire. Leży 29 km na południowy zachód od centrum miasta Bedford i 60 km na północny zachód od centrum Londynu.